# Dahe (socken i Kina, Guangxi)
Dahe (kinesiska: 大河乡, 大河) är en socken i Kina. Den ligger i den autonoma regionen Guangxi, i den södra delen av landet, omkring 340 kilometer nordost om regionhuvudstaden Nanning. Antalet invånare är 37983. Befolkningen består av 18 411 kvinnor och 19 572 män. Barn under 15 år utgör 16,0 %, vuxna 15-64 år 76 %, och äldre över 65 år 6,0 %.
Genomsnittlig årsnederbörd är 2 379 millimeter. Den regnigaste månaden är juni, med i genomsnitt 483 mm nederbörd, och den torraste är oktober, med 58 mm nederbörd.